# 傑克遜雙邊魚
傑克遜雙邊魚為輻鰭魚綱鱸形目鱸亞目雙邊魚科双边鱼属的其中一個種，分布於澳洲東部的淡水及半鹹水水域，體長可達7公分，生活在河口、溪流，以甲殼類、水生昆蟲、小魚等為食。